# La Chapelle-Thireuil
La Chapelle-Thireuil foi uma comuna francesa na região administrativa da Nova Aquitânia, no departamento de Deux-Sèvres. Estendia-se por uma área de 17,12 km². Em 2010 a comuna tinha 740 habitantes (densidade: 43,2 hab./km²).
Em 1 de janeiro de 2019, passou a formar parte da nova comuna de Beugnon-Thireuil.